# Runzeliger Zwerg-Milchling
Der Runzelige oder Orangefuchsige Zwerg-Milchling (Lactarius rostratus, Syn.: Lactarius cremor) ist eine Pilzart aus der Familie der Täublingsverwandten. Der kleine Milchling hat einen ziegelfarbenen bis ockerbraunen, unregelmäßig runzeligen und gebuckelten Hut und eine wässrige Milch. Die Fruchtkörper riechen stark nach Efeublättern oder ähnlich wie der Eichen-Milchling. Der Milchling wächst bei Rotbuchen, häufig direkt in Moospolstern.

## Merkmale

### Makroskopische Merkmale
Der 0,8–3,5 cm breite Hut ist zunächst gewölbt und später ausgebreitet bis trichterförmig vertieft. In der Hutmitte hat er oft einen kleinen, bleibenden Buckel oder eine Papille. In der Regel ist der Rand mehr oder weniger bleibend eingebogen und kaum gekerbt. Die trockene, glatte Oberfläche ist überall unregelmäßig runzelig bis körnig. Der Hut ist in der Jugend orange-braun bis dunkel ziegelfarben gefärbt und später ziegel- bis zimtfarben oder ockerorange, insbesondere nach außen hin. Typischerweise erscheint er dann mehr oder weniger marmoriert.
Die Lamellen sind am Stiel angewachsen oder laufen ziemlich tief daran herab. Sie sind schmal bis mittelbreit, stehen ziemlich gedrängt und sind manchmal gegabelt. Anfangs sind sie rosa-ockergelb, später ocker- bis rosa-grau gefärbt und nehmen, wenn sie verletzt werden, eine ziegelbräunliche Farbe an. Das Sporenpulver ist weißlich.
Der zylindrische, etwas unregelmäßige oder zur Spitze hin erweiterte Stiel ist 1–2,8 cm lang und 0,3–0,9 cm breit und manchmal etwas zusammengedrückt. Die Oberfläche ist glatt, ocker- bis ziegelfarben und an der Spitze blass lachsfarben. Er verfärbt sich bald von der Basis her rehbraun bis orangebraun.
Das Fleisch ist im Stiel ausgestopft oder hohl, ockerfarben bis ockerorange, in der Rinde wie auf der Oberfläche gefärbt und, wenn es austrocknet, zur Mitte hin blass rosaockerfarben. Der Geruch ist stark. Der Fruchtkörper riecht ähnlich wie der Eichen-Milchling, aber noch stärker. Der Geschmack ist mild und süßlich und wird später etwas unangenehm. Auch die wässrig weiße Milch schmeckt mild.

### Mikroskopische Merkmale
Die fast runden bis breit elliptischen Sporen sind durchschnittlich 6,9–7,2 µm lang und 6,1–6,4 µm breit. Der Q-Wert (Quotient aus Sporenlänge und -breite) ist  1–1,2. Das Sporenornament ist 0,7–1,5 µm hoch und besteht aus mehr oder weniger länglichen Warzen und Graten, die unregelmäßig verbunden sind und oft ein leicht zebrastreifiges Muster bilden. Geschlossenen Maschen kommen nur vereinzelt vor, isolierte, oft große Warzen sind zahlreich. Der Hilarfleck ist klein, nicht sehr ausgeprägt und meist inamyloid.
Die meist leicht keulenförmigen, 1–4-sporigen Basidien sind 30–50 µm lang und  8,5–11 µm breit. Pleuromakrozystiden kommen zerstreut bis ziemlich zahlreich vor. Sie sind 25–50 (60) µm lang und 4–6,5 µm breit und mehr oder weniger zylindrisch bis spindelförmig. Am oberen Ende sind sie meist zugespitzt bis geschnäbelt. Die Lamellenschneide ist heterogen, die Cheilomakrozystiden sind sehr zahlreich und messen 17–35 × 4–6,5 µm. Sie sind mehr oder weniger spindelförmig und oben zugespitzt bis geschnäbelt oder schmal perlenkettenartig eingeschnürt.
Die Huthaut (Pileipellis) ist ein 60–145 µm dickes Hyphoepithelium. Die Elemente in der Subpellis messen 15–40 × 7,5–25 µm und sind mehr oder weniger isodiametrisch (von gleichem Durchmesser in allen drei Raumachsen) und oft ziemlich eckig. Die Hyphenenden sind 15–45 µm lang und 3,5–7 µm breit und mehr oder weniger zylindrisch. Sie bilden eine ziemlich auffällige Schicht, die aber oft zusammengedrückt ist.

## Artabgrenzung
Sehr ähnlich ist der nah verwandte Kampfer-Milchling (Lactarius camphoratus).
Beide Arten haben eine hyphoepithelische Hutdeckschicht und nahezu runde Sporen sowie Makrozystiden und einen starken, charakteristischen Geruch. Dies ist eine Merkmalskombination, die für diese beiden Arten einzigartig ist. Makroskopisch unterscheidet sich der Runzelige Zwerg-Milchling vom Kampfer-Milchling durch seine geringere Größe, die deutlich runzelige Hutoberfläche und die mehr ins Rötliche bis Orangefarbene spielenden Farben. Unter dem Mikroskop lässt er sich durch die kammartigen Sporen und die vielen kleinen, nach oben schnabelartig zugespitzten Makrozystiden unterscheiden, die sowohl auf der Fläche, als auch auf der Lamellenschneide vorkommen. Der Kampfer-Milchling hat Sporen mit isolierten Stacheln, die durch niedrige Linien verbunden sind und auf der Lamellenfläche kommen die Makrozystiden nur sehr spärlich vor oder sie fehlen ganz.
Die anderen europäischen Vertreter der Sektion Olentes haben alle keine Makrozystiden im Hymenium.

## Ökologie und Verbreitung

Verbreitung des Runzeligen Zwerg-Milchlings in Europa.
Legende:
grün = Länder mit Fundmeldungen
weiß = Länder ohne Nachweise
hellgrau = keine Daten
dunkelgrau = außereuropäische Länder.

Der Mykorrhizapilz ist überwiegend mit Rotbuchen vergesellschaftet, möglicherweise können aber in seltenen Fällen auch Eichen und Linden als Mykorrhizapartner dienen. Man findet den Milchling in verschiedenen Buchenwaldgesellschaften auf lehmigen, eher kalkreicheren Böden. Der Milchling wurde aber auch in verschiedenen Eichen-Mischwäldern gefunden. Die Fruchtkörper erscheinen von Juli bis Oktober häufig zwischen Moospolstern.
Der seltene Runzelige Zwerg-Milchling ist in West- und Mitteleuropa sehr zerstreut verbreitet. Möglicherweise ist er aber häufiger als angenommen, wird aber nicht von ähnlichen Arten unterschieden. In Nordeuropa scheint der Milchling sehr selten zu sein.

## Systematik
Lactarius rostratus ist synonym zu Lactarius cremor Fr. (1838) im Sinne von Bon und Basso. Fries’ originale Beschreibung von Lactarius cremor unterscheidet sich aber deutlich von Bons Interpretation dieser Art. Bei Fries handelt es sich um eine größere Art mit einem 5 cm breiten, klebrigen Hut.  "Bons Lactarius cremor" hingegen hat einen trockenen, kaum 3,5 cm breiten Hut und es ist zweifelhaft, ob diese Art in Schweden überhaupt vorkommt und Fries "Bons Lactarius cremor" je gesehen hat. Daher hielt Heilmann-Clausen die Beibehaltung des Namens Lactarius cremor für wenig sinnvoll. Zudem wurde der Name L. cremor von verschiedenen Autoren unterschiedlich interpretiert. So handelt es sich bei Lactarius cremor im Sinne von Lange (1928, 1940) um Lactarius fulvissimus, den Orangefuchsigen Milchling und bei L. cremor im Sinne von Neuhoff zumindest teilweise um Lactarius serifluus, den Wässrigen Milchling. Laut Basso sind auch Lactarius noncamphoratus  Bässler & Jul. Schäff. und Lactaria seriflua Schröter (1889) taxonomische Synonyme.
Das lateinische Artattribut (Epitheton) rostratus bezieht sich auf die mehr oder weniger geschnäbelten Makrozystiden.

### Infragenerische Systematik
Der Runzelige Zwerg-Milchling passt gut in die Sektion Olentes, die ihrerseits der Untergattung Russularia zugeordnet wird. Die Vertreter der Sektion zeichnen sich durch meist bräunliche Hüte, eine mehr oder weniger wässrige Milch und einen stark wanzen- bis curryartigen Geruch aus. Die Huthaut ist ein Hyphoepithelium. Der nächste Verwandte ist wahrscheinlich der Kampfer-Milchling (L. camphoratus).

## Bedeutung
Der runzelige Zwerg-Milchling ist kein Speisepilz.